# ریچارد آلاتوره
ریچارد آلاتوره (Richard Alatorre) (متولد ۱۵ می ۱۹۴۳)، از ۱۹۷۳ تا ۱۹۸۵ عضو مجلس ایالتی کالیفرنیا «یکی از تاثیرگذارترین سیاستمداران لاتین‌تبار در ایالت» و از ۱۹۸۵ تا ۱۹۹۹ عضو شورای شهر لس آنجلس، کالیفرنیا بود، دومین لاتین‌تبار که در قرن بیستم در شورا خدمت کرده‌است. او اکنون یک لابی‌گر است.

## اوایل زندگی
آلاتوره در ۱۹۴۳ به دنیا آمد. او پسر جو آلاتوره از ال پاسو، تگزاس که یک تعمیرکار کارخانه اجاق گاز بود و مری آلاتوره از آریزونا که یک آرایشگر بود، می‌باشد. او و خواهرش سیسیلیا در شرق لس آنجلس بزرگ شدند.
او سیاست را زود آغاز کرد، همان‌طور که خودش گفت: «هر ترم از راهنمایی تا مدرسه، یک سرکرده هیئت دانشجویی یا سرکرده کلاس درس بود». او در مدرسه گارفیلد (لس‌آنجلس) تحصیل کرد و فارغ‌التحصیل شد، جاییکه رئیس هیئت دانش‌آموزی بود. در ۱۹۶۰ او سخنان جان اف. کندی را در کالج شرقی لس آنجلس گوش داد و شروع به پخش آگهی‌های کندی کرد و در کمپین لئوپولدو سانچز، به عنوان یک نامزد لاتین‌تبار برای قضاوت، شرکت کرد.

## تحصیلات
آلاتوره مدرک BA هنر را در رشته جامعه‌شناسی از دانشگاه ایالتی کالیفرنیا در لس آنجلس و مدرک کارشناسی ارشد در مدیریت دولتی را از دانشگاه کالیفرنیای جنوبی دریافت کرد.

## شخصیت
بیل بویارسکی، خبرنگار لس‌آنجلس تایمز در ۱۹۸۵ اظهار کرد؛ «آلاتور یک بازیکن است. او بازی را دوست دارد. او می‌داند چگونه در مذاکرات عمومی و خصوصی، فشار وارد کند. او می‌داند که چگونه معامله کند». دنیس همیلتون، گزارشگر تایمز، به عنوان یکی از اعضای مجمع در ساکرامنتو نوشت، آلاتوره به عنوان یک «معامله ساز سرسخت» شهرت پیدا کرده‌است.

## حرفه

### اوایل
در مدرسه او توسط یک جواهرساز محلی استخدام شد تا مطالبات سررسید گذشته را از مشتریان دریافت کند. وی همچنین برای فیلیپ مونتز کار می‌کرد که «یکی از مربیان سیاسی آلاتوره» و بعدها مدیر منطقه‌ای کمیسیون حقوق مدنی ایالات متحده در لس آنجلس شد.
پس از کالج، او در دانشگاه ایالتی کالیفرنیا، لس آنجلس و دانشگاه کالیفرنیا، ایروین، جامعه‌شناسی و دوره‌های شبانه دولتی را، در زندان فدرال در جزیره ترمینال، تدریس کرد. او همچنین با اعضای باند خلافکاران کار می‌کرد و یک سازمان دهندهٔ جامعه بود. علاوه بر این، او مدیر منطقهٔ غربی صندوق دفاع قانونی و آموزشی ان ای ای سی پی بود. جاییکه با موفقیت، شکایت‌هایی را از جانب کودکانی که بسیاری از آن‌ها به دلیل اسپانیایی زبان بودن به کلاس‌های معلولان ذهنی فرستاده شده بودند، مطرح کرد. او در اواخر دهه ۱۹۶۰ مشاور کمیسیون حقوق مدنی ایالات متحده بود.

### مجلس ایالتی
آلاتوره حرفهٔ خود در مجلس کالیفرنیا را به عنوان دستیار نماینده مجلس، والتر کارابیان و سناتور ایالتی، آلفرد سانگ در ۱۹۶۸ آغاز کرد. در ۱۹۷۱، او به عنوان نامزد دموکرات‌ها در مجلس برای جانشینی دیوید روبرتی که به سنای ایالتی راه یافته بود، نامزد شد. رقیب او بیل بروفی جمهوری‌خواه بود. اما یک روز قبل از انتخابات، تیرهایی به خانه بروفی شلیک شد و آلاتور به یک خبرنگار گفت؛ تبلیغات حاصل از تیراندازی به بروفی، نیروی لازم را برای کسب جایگاه به او داد. در ۱۹۷۲ آلاتوره دوباره نامزد شد و این بار انتخاب شد.
در ۱۹۷۲ او برای عضویت مجلس ایالتی کالیفرنیا انتخاب شد و به مدت ۱۲ سال در سمت‌های مختلف، خدمت کرد. از جمله؛ رئیس کمیته منتخب خشونت کار در مزرعه، رئیس کمیته خدمات انسانی، رئیس کمیته تاریخی انتخابات ۱۹۸۰ و گزارش مجدد، بنیانگذار و رئیس کمیته پارلمانی شیکانو برای مجلس قانونگذاری ایالت کالیفرنیا و رئیس کمیته اصلاحات زندان. در زمان حضور خود در مجمع، او قانون روابط کار کشاورزی کالیفرنیا را تألیف کرد.
آلاتوره در سال‌های حضور خود در مجلس از ۱۹۷۳ تا ۱۹۸۵، «خود را به عنوان یکی از اعضای قابل اعتماد دستگاه سیاسی جمع‌آوری سرمایه ویلی ال براون که جامعه تجاری را برای تأمین پول مورد نیاز برای انتخاب دموکرات‌ها متقاعد می‌کرد، ثابت کرد». همچنین «قدرتمندان پشت پرده» در مجمع، «او را مسئول تنظیم یک تقسیم‌بندی مجدد قانونگذاری و کنگره کردند که مهم‌ترین نمایندگی سیاسی تاریخ لاتین‌ها را به ارمغان آورد».
او «به شکل‌گیری قانونی برای کارگران مزارع ایالت کمک کرد که به کارگران مهاجر حق چانه زنی دسته جمعی (توافقاتی برای تنظیم حقوق) می‌داد. او از دانشکده پزشکی یو سی اروین خواست تا در ازای تخصیص بودجه‌ای برای یک بیمارستان آموزشی جدید، اقلیت‌های بیشتری را بپذیرد.»

### شورای شهر

#### انتخابات
آلاتور در انتخابات ویژه دسامبر ۱۹۸۵ با ۶۰ درصد آرا به جای آرتور کی اسنایدر که از مقام نمایندگی منطقه ۱۴ شورای شهر لس‌آنجلس استعفا داده بود و از آلاتوره حمایت کرده بود، پیروز شد. او «اولین لاتین‌تبار در بیش از دو دهه» بود که به عضویت شورا انتخاب شد، نفر قبلی، ادوارد آر رویبال بود که در ۱۹۶۲ شورا را ترک کرد. بیش از نیمی از ۲۰۰ هزار نفر ساکن این منطقه، لاتین‌تبار بودند، اما قدرت رأی‌دهی از نظر تاریخی در «منطقه محافظه‌کار ایگل راک عمدتاً انگلیسی» بود، محله‌های دیگر عبارتند از بویل هایتز، لینکلن هایتز، ال سرنو و هایلند پارک.
گفته می‌شد که انتخاب آلاتوره برای باقی‌مانده دوره اسنایدر «خلأ بزرگی را در سیاست و دولت شهری پر کرد». زیرا شورای شهر «بدون نماینده لاتین‌تبار در شهر برجسته آمریکایی اسپانیایی‌تبار، چیزی شبیه به شرمندگی مدنی بود که در آن زمان بزرگ شده بود. آن زمان وزارت دادگستری ایالات متحده علیه شهر شکایت کرد و ادعا کرد که طرح تقسیم مجدد آن، نمایندگی لاتین را رد کرده‌است».
در مقابل پیشنهاد موفقیت‌آمیز آلاتوره برای یک دوره چهار ساله کامل در ۱۹۸۷، او با مخالفانی روبرو شد که موضع «حامی توسعه» آلاتوره را محکوم کردند.

#### موقعیت‌ها
آلاتوره متحد قدرتمند شهردار، تام بردلی بود او با نیروهای حامی توسعه همراه و «مدافع» حقوق مدنی بود و به سازماندهی پناهگاه‌هایی برای بی خانمان‌ها، کمک می‌کرد. برخی از مناصب او ازین قرار اند:
- تقسیم مجدد ۱۹۸۶. آلاتوره تلاش کرد با پیشنهاد یک طرح تقسیم‌بندی مجدد، برای رأی دهندگان اسپانیایی نفوذ بیشتری به دست آورد که می‌توانست مایکل وو که یک چینی آمریکایی و عضو شورای شهر منطقه ۱۳ بود را از پایگاه قدرت وو مستقر در هالیوود دور کند و «بر خلاف میل او بیشتر - به دو سوم منطقه لاتین‌تبار تبدیل شود»[۱۶]
- ایگل راک ۱۹۸۷. به عنوان عضو شورا، پیشنهاد توقف یک سالهٔ ساخت مراکز کوچک در بلوار کلرادو در ایگل راک را داد، اما «برای نجات یک ساختمان آجری ۷۲ ساله» که در خیابان تاون‌سند تخریب شد، دیر بود.
- موزه‌ها ۱۹۸۷. او از دادستان کل ایالت، با این ادعا که «ممکن است روابط خانوادگی نقشی» در مذاکرات ادغام میان دو آژانس داشته باشد، خواست تا اقدامات مدیران موزه جنوب غربی و موزه تاریخ طبیعی شهرستان را بررسی کند.[۱۷]

## زندگی شخصی
آلاتوره در شرق لس‌آنجلس، کالیفرنیا به دنیا آمد و بزرگ شد. آلاتوره دو پسر بالغ به نام‌های دریک و دارل و یک دختر به نام ملیندا دارد.